# Hauptstrasse 188
Die Hauptstrasse 188 ist eine Hauptstrasse in den Kantonen Waadt und Freiburg. Sie verbindet die regionalen Zentren Romont und Payerne und dient zudem als Zufahrt zum Armeemotorfahrzeugpark Les Rochettes.

## Verlauf
Die Strasse beginnt in Chavannes-sous-Romont, einem Ortsteil der Freiburger Stadt Romont, wo sie auf der Höhe von 721 m ü. M. von der Hauptstrasse 155 abzweigt. Sie führt in nördlicher Richtung unter der Bahnstrecke Lausanne–Bern hindurch und steigt am Armeemotorfahrzeugpark Les Rochettes der Schweizer Armee vorbei in den Wald Forêt de Farzin hinauf, wo sie den Kanton Waadt und mit 793 m ü. M. den höchsten Punkt auf ihrem Verlauf erreicht.
Nördlich der Dörfer Rossens und Sédeilles verlässt die Strasse das Gebiet des Kantons Waadt wieder und umgeht die Freiburger Ortschaft Châtonnaye auf der westlichen Umfahrungsstrasse. Bei Trey führt ihr Trasse nochmals durch den Kanton Waadt. Die Strasse durchquert zuletzt das Dorf Etrabloz ganz im Süden des Stadtgebiets von Payerne und mündet danach bei Vers-chez-Perrin auf 507 m ü. M. in die Verbindungsstrasse von Payerne nach Freiburg (Hauptstrasse 181), die 500 Meter weiter nördlich eine Zufahrt auf die Hauptstrasse 1 hat.